# Sujánszky Euszták
Sujánszky György Euszták (Gyöngyös, 1811. április 18. – Imreg, 1875. december 7.) minorita-rendi szerzetes, házfőnök, tanár.

## Élete

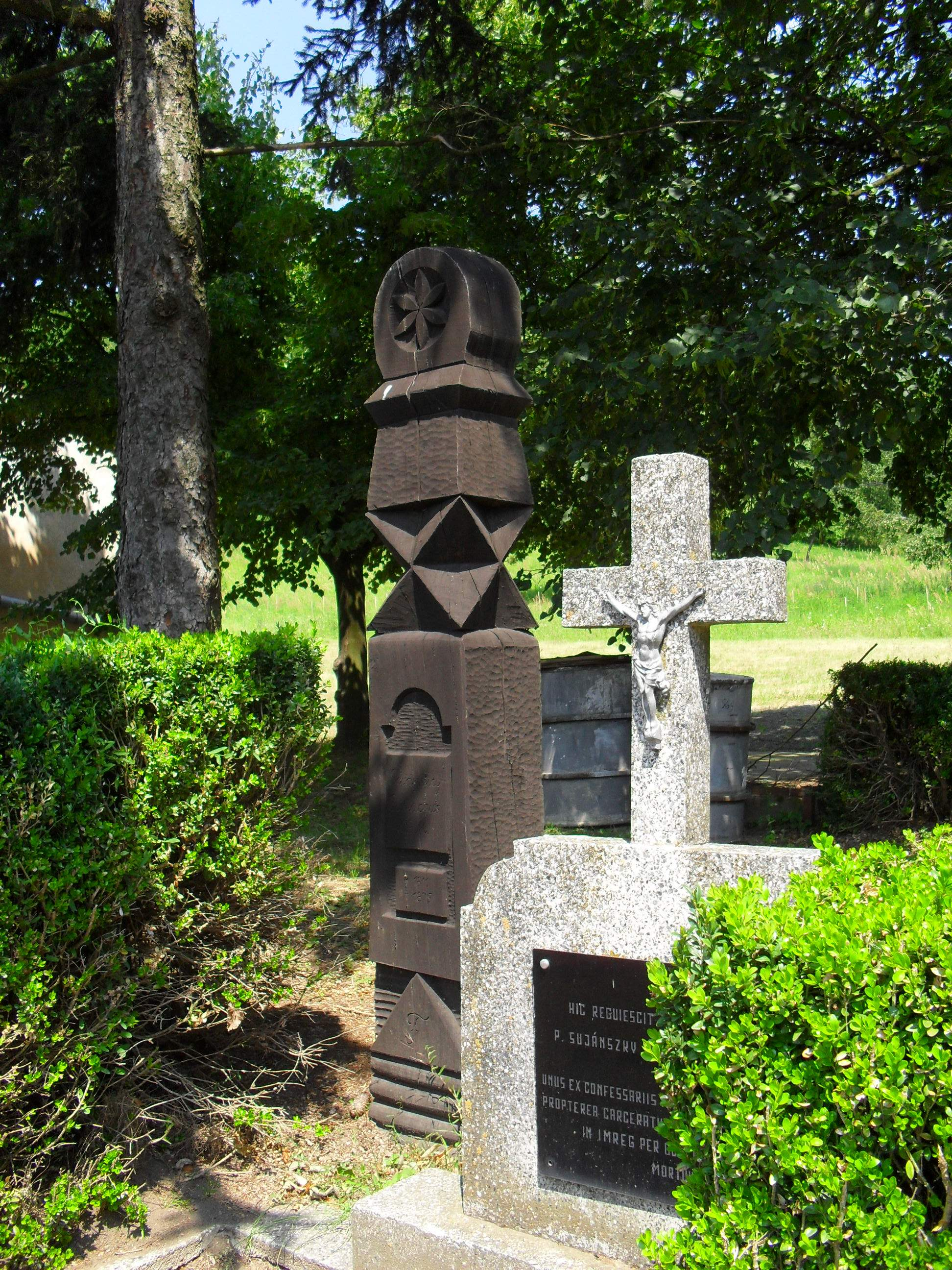
Sujánszky Euszták síremléke Imregen

Sujánszky Mátyás és Rányi Mária fiaként született. 1828. november 9-én lépett be a rendbe, 1831. április 19-én tett szerzetesi fogadalmat tett. Egerben tanult teológiát, 1834. március 29-én szentelték pappá. 1834-től tanított Lugoson, Nagybányán, Kézdivásárhely-Kantán és Aradon. 1859 és 1864 között lelkész volt Nagyenyeden, 1856-58-ban és 1864-65-ben pedig Aradon működött mint iskolaigazgató és házfőnök. A II. József rendelete nyomán megszüntetett Mária-kongregációkat újból életre keltette. 1858-tól Kézdivásárhely-Kantán, Nagyenyeden, Nyíregyházán és Aradon lelkészkedett, a minorita rendtartomány titkára és a rendtartományi kormánytanács tagja volt. 1849. október 5-én az aradi 13 közül a 10 római katolikus főtiszt gyóntatását követően október 6-ának hajnalán Damjanich János tábornokot Sujánszky Euszták fogadta vissza a római katolikus egyház kebelébe. Október 6-án reggel rendtársaival együtt kivégzésük helyére kísérte a vértanúságot szenvedett tiszteket.
Arcképe Thorma János Aradi vértanúk című festményén látható.

## Írásai
- Az aradi minorita rendi nagy-gymn. értes. (1856: A hitregéknek az erkölcsiségre való befolyásáról)
- Arad tört. (Arad, 1881: Az aradi 13 kivégzésének tört. Közzétette Lakatos Ottó.)

## Művei
- Az aradi minorita rendi nagy-gymn. értes. az 1856/57-1857/58. tanévre. Kiadta. Arad, 1857-58
- Arad szabad királyi város 4 osztályos elemi főtanoda növendékeinek érdemsorozata, úgyszinte a belvárosi 2 osztályos elemi leány- és a külvárosi elemi vegyesosztályú tanodák összes növendékeinek vallás és nemzetiség szerinti kimutatása az 1864/65. tanévben. Kiad. Uo., [1865]